# Académie canadienne du génie
L'Académie canadienne du génie (Canadian Academy of Engineering) se compose d'ingénieurs dévoués qui rendent hommage à l'excellence de la profession au Canada.

## Historique
- 1987 : fondation à l'occasion du centenaire de la profession d'ingénieur au Canada.
- 1988 : approbation de la constitution et des règlements.
- 1992 : adoption des armoiries.
- 1991 : membre du Council of Academies of Engineering and Technological Sciences.

## Membres
L'Académie compte environ 300 membres actifs dont 90 membres émérites.
- Bruno-Marie Béchard Marinier
- Jill Green
- Julie Payette